# تپه گورستان بادغین
تپه قبرستان بادغین مربوط به دوران‌های تاریخی پس از اسلام است و در شهرستان بوئین‌زهرا، بخش آوج، روستای بادغین واقع شده و این اثر در تاریخ ۲۵ خرداد ۱۳۸۱ با شمارهٔ ثبت ۵۷۸۷ به‌عنوان یکی از آثار ملی ایران به ثبت رسیده است.